# Herbita tharbaria
Herbita tharbaria là một loài bướm đêm trong họ Geometridae.